# Jaime Valderramos
Jaime Andrés Valderramos Montero (Cartago, 16 de marzo de 1990) es un futbolista costarricense que juega como delantero y actualmente milita en la As Puma Generaleña de la Segunda División de Costa Rica.

## Clubes
| Club               | País       | Año               |
| ------------------ | ---------- | ----------------- |
| Cartaginés         | Costa Rica | 2008 - 2009       |
| Pérez Zeledón      | Costa Rica | 2010 - 2011       |
| Orión FC           | Costa Rica | 2011 - 2012       |
| Puntarenas FC      | Costa Rica | 2013 - 2014       |
| AS Puma Generaleña | Costa Rica | 2014              |
| Pérez Zeledón      | Costa Rica |                   |
| Carmelita          | Costa Rica | 2016 - actualidad |